# Comuna Oriovac, Slavonski Brod-Posavina
Oriovac este o comună în cantonul Slavonski Brod-Posavina, Croația, având o populație de 5.824 de locuitori (2011).

## Demografie
Componența etnică a comunei Oriovac
     Croați (96,36%)
     Sârbi (2,03%)
     Necunoscut (0,34%)
     Neclasificat (1,03%)
Componența confesională a comunei Oriovac
     Catolici (94,44%)
     Ortodocși (3,13%)
     Necunoscută (1%)
     Alte religii (1,44%)
Conform recensământului din 2011, comuna Oriovac avea 5.824 de locuitori. Din punct de vedere etnic, majoritatea locuitorilor (96,36%) erau croați, cu o minoritate de sârbi (2,03%). Apartenența etnică nu este cunoscută în cazul a 0,34% din locuitori. Din punct de vedere confesional, majoritatea locuitorilor (94,44%) erau catolici, cu o minoritate de ortodocși (3,13%). Pentru 1,0% din locuitori nu este cunoscută apartenența confesională.